# Wybory parlamentarne we Włoszech w 1992 roku
Wybory parlamentarne we Włoszech w 1992 roku odbyły się 5 i 6 kwietnia 1992. W ich wyniku wybrano członków Izby Deputowanych i Senatu XI kadencji. Kadencja nowego parlamentu przypadła na okres ujawniania kolejnych afer politycznych i korupcyjnych z udziałem polityków największych ugrupowań (tzw. Tangentopoli), co doprowadziło do istotnych zmian na krajowej scenie partyjnej. Wybory te odbyły się w systemie proporcjonalnym, z którego zrezygnowano w trakcie XI kadencji, przyjmując nową mieszaną ordynację wyborczą. Wybrany w 1992 parlament przetrwał niespełna dwa lata – w 1994 odbyły się wybory przedterminowe.

## Wyniki

### Izba Deputowanych
| Lista wyborcza                       | Głosy      | %     | Miejsca |
| ------------------------------------ | ---------- | ----- | ------- |
| Chrześcijańska Demokracja            | 11 637 569 | 29,65 | 206     |
| Demokratyczna Partia Lewicy          | 6 317 962  | 16,10 | 107     |
| Włoska Partia Socjalistyczna         | 5 343 808  | 13,62 | 92      |
| Liga Północna                        | 3 395 384  | 8,65  | 55      |
| Odrodzenie Komunistyczne             | 2 201 428  | 5,61  | 35      |
| Włoski Ruch Społeczny                | 2 107 272  | 5,37  | 34      |
| Włoska Partia Republikańska          | 1 723 756  | 4,39  | 27      |
| Włoska Partia Liberalna              | 1 121 854  | 2,86  | 17      |
| Federacja Zielonych                  | 1 093 037  | 2,79  | 16      |
| Włoska Partia Socjaldemokratyczna    | 1 066 672  | 2,72  | 16      |
| La Rete                              | 730 293    | 1,86  | 12      |
| Lista Pannelli                       | 486 344    | 1,24  | 7       |
| Sì Referendum                        | 320 061    | 0,82  | 0       |
| Partia Emerytów                      | 220 509    | 0,56  | 0       |
| Południowotyrolska Partia Ludowa     | 198 431    | 0,51  | 3       |
| Federalismo – Pensionati Uomini Vivi | 154 987    | 0,39  | 1       |
| Lega Autonomia Veneta                | 152 396    | 0,39  | 1       |
| Vallée d’Aoste                       | 41 404     | 0,11  | 1       |
| Pozostałe                            | 930 339    | 2,36  | –       |
| Razem                                | 39 243 506 | 100   | 630     |

### Senat
| Lista wyborcza                       | Głosy      | %     | Miejsca |
| ------------------------------------ | ---------- | ----- | ------- |
| Chrześcijańska Demokracja            | 9 088 494  | 27,27 | 107     |
| Demokratyczna Partia Lewicy          | 5 682 888  | 17,05 | 64      |
| Włoska Partia Socjalistyczna         | 4 523 873  | 13,57 | 49      |
| Liga Północna                        | 2 732 461  | 8,20  | 25      |
| Odrodzenie Komunistyczne             | 2 171 950  | 6,52  | 20      |
| Włoski Ruch Społeczny                | 2 171 251  | 6,51  | 16      |
| Włoska Partia Republikańska          | 1 565 142  | 4,70  | 10      |
| Federacja Zielonych                  | 1 027 303  | 3,08  | 4       |
| Włoska Partia Liberalna              | 939 159    | 2,82  | 4       |
| Włoska Partia Socjaldemokratyczna    | 853 895    | 2,56  | 3       |
| Sì Referendum                        | 332 318    | 1,00  | 0       |
| La Rete                              | 239 868    | 0,72  | 3       |
| Partia Emerytów                      | 215 889    | 0,65  | 0       |
| Federalismo – Pensionati Uomini Vivi | 174 713    | 0,52  | 1       |
| Południowotyrolska Partia Ludowa     | 168 113    | 0,50  | 3       |
| Lista Pannelli                       | 166 708    | 0,50  | 0       |
| Lista per la Calabria                | 143 976    | 0,43  | 2       |
| Lega Autonomia Veneta                | 142 446    | 0,43  | 1       |
| Lega Alpina Lumbarda                 | 119 153    | 0,36  | 1       |
| Lista per il Molise                  | 48 352     | 0,15  | 1       |
| Vallée d’Aoste                       | 34 150     | 0,10  | 1       |
| Pozostałe                            | 786 515    | 2,36  | –       |
| Razem                                | 33 328 617 | 100   | 315     |